# Ahmed III.
Ahmed III. (osmanskoturško احمد ثالث, latinizirano: Aḥmed-i sālis) je bil od leta 1703 do 1730 sultan Osmanskega cesarstva in kalif Osmanskega kalifata, * 30. december 1673, Hacıoğlu Pazarcık, Osmansko cesarstvo, † 1. julij 1736, Konstantinopel, Osmansko cesarstvo. 
Bil je sin sultana Mehmeda IV. In Gülnuş Sultan, Grkinje iz Retimona na Kreti s pravim imenom Evmania Voria. Rojen je bil v Hacıoğlu Pazarcıku v Dobrudži. Prestol je nasledil leta 1703 po odstopu svojega brata Mustafe II. (vladal 1695–1703). V obdobju od leta 1718 do 1730, imenovanem tudi obdobje tulipanov sta vladala Nevşehirli Damat İbrahim paša in njegova žena in sultanova hčerka Fatma Sultan. 
Prvi dnevi vladavine Ahmeda III. so minili v prizadevanjih, da bi pomiril in discipliniral  janičarje. Proti janičarjem, ki so ga sicer postavili za sultana, ni bil učinkovit. V boju s tekmeci,  upravnih zadevah in urejanju državnih financ  mu je pomagal Çorlulu Ali paša, ki ga je Ahmed imenoval za velikega vezirja.

## Mladost in šolanje
Sultan Ahmed III. Je bil rojen v Dobrudži, kjer se je njegov oče na povratku s Poljskega leta 1673 ustavil na lovu. 
Leta 1675 sta bila on in njegov brat, princ Mustafa, bodoči Mustafa II., obrezana. Med isto slovesnostjo sta bili njuni sestri Hatice Sultan in Fatma Sultan poročeni z Musahip Mustafa Pašo oziroma Kara Mustafa Pašo. Praznovanje je trajalo 20 dni.
Odraščal je v palači Edirne. Njegovo šolanje se je začelo med enim od občasnih obiskov dvora v Istanbulu, po dvornem obredu, imenovanem bad-i basmala, ki je potekal 9. avgusta 1679 v palači Istavroz. Vzgojen je bil v cesarskem haremu v Edirnu s tradicionalno knežjo izobrazbo. Pod nadzorom zasebnih učiteljev študiral Koran, hadise (izročila preroka Mohameda) in osnove islamskih znanosti, zgodovine, poezije in glasbe. Eden od njegovih mentorjev je bil glavni mufti Feyzullah Efendi.
Ahmed je bil po naravi očitno radoveden in intelektualen, saj je večino časa preživel ob branju in vadbi kaligrafije. Pesmi, ki jih je napisal, kažejo na njegovo globoko poznavanje poezije, zgodovine, islamske teologije in filozofije. Kaligrafije se je učil pri vodilnih dvornih kaligrafih, predvsem pri hafizu Osmanu efendiju, ki je močno vplival na njegov občutek za umetnost. Pomemben kaligraf je postal tudi Mustafa II.
Med svojim kneževstvom v Edirnu se je Ahmed spoprijateljil z bistrim častnikom-pisarjem Ibrahimom iz Nevşehirja, ki naj bi postal eden od izjemnih velikih vezirjev njegove prihodnje vladavine. Od leta 1687, po odstavitvi svojega očeta, je šestnajst let živel v osami v palačah v Edirnu in Istanbulu. V tem obdobju se je posvetil kaligrafiji in intelektualnim dejavnostim.

## Vladanje

### Prihod na prestol
Državni udar v Edirnu se je dogajal med 19. in 23. avgustom 1703. Pod Mustafo II. je bil Istanbul dolgo časa brez nadzora. V mestu so se dogajale pogoste kraje in ropi in vse pogostejše aretacije in usmrtitve. Ljudje so bili nezadovoljni s slabim vodenjem cesarstva. Janičarji so odstavili sultana Mustafo II. in 23. avgusta na njegovo mesto postavili Ahmeda III. 
Ahmed je leta 1705 reorganiziral zemljiško pravo. Uvedba reda v lastništvo zemljišč je zmanjšala val kriminala in prinesla mir v nemirnem imperiju. Zaradi njegove goreče podpore novim zakonom je Ahmed dobil naziv 'zakonodajalec', naziv, ki so ga pred njim prejeli le trije sultani: Bajazid II. (vladal 1481–1512), Selim I. (vladal 1512–1520) in Sulejman Veličastni (vladal 1520–1566). V prvih treh letih svojega vladanja je Ahmed imenoval štiri velike vezirje, vendar se je vlada stabilizitrala šele po imenovanju Çorlulu Ali paše maja 1706.

### Rusko turška vojna (1710–1711)
Ahmed III je gojil dobre odnose s Francijo, nedvomno zaradi grozeče drže Rusije. Švedskemu kralju Karlu XII. je po švedskem porazu v bitki s Petrom Velikim pri Poltavi leta 1709 omogočil begunstvo na osmanskem ozemlju. Karel XII. je leta 1710 prepričal sultana Ahmeda III., da je Rusiji napovedal vojno. Osmanske sile pod vodstvom Baltacı Mehmet paše so dosegle veliko zmago v bitki na Prutu. Po porazu je Rusija Osmanom vrnila Azov in se obvezala, da bo porušila trdnjavo Taganrog in druge na tem območju ter se nehala vmešavati v zadeve poljsko-litovske Republike obeh narodov. 
Ahmed III., ki je bil sicer proti svoji volji prisiljen v vojno z Rusijo, je bil bliže kot kateri koli osmanski vladar pred njim in po njem, da bi zlomil moč svojega severnega tekmeca. Osmanski vojski pod poveljstvom velikega vezirja Nevşehirli Damat İbrahim paše je v kampanji ob reki Prut leta 1711 uspelo popolnoma obkoliti Ruse. Kasnejše osmanske zmage proti Rusiji so Osmanskemu cesarstvu omogočile napredovanje do Moskve, če bi sultan to želel. Kampanja na Protu je bila ustavljena, ko je v Istanbul prispelo poročilo, da so v Osmansko cesarstvo vdrli Safavidi. Začelo se je obdobje panike, ki je  odvrnilo sultanovo pozornost od Rusije. 

### Vojni z Benetkami in Avstrijo
9. decembra 1714 je Osmansko cesarstvo napovedalo vojno Beneški republiki. Osmanska vojska pod poveljstvom Silahdar Damat Ali paše  je uspela z usklajenimi operacijami kopenske vojske in mornarice  osvojiti celo Moreo (Peloponez), ki je bila  posesti Beneške republike.
Ta uspeh je vznemiril Avstrijo in aprila 1716 je cesar Karel VI. izzval Porto, da mu je napovedala vojno. Neuspešna bitka, ki ji je prav tako poveljeval Silahdar Ali paša, se je končala s Požarevskim mirom, podpisanim  21. julija 1718. Avstriji so pripadli Beograd, Banat in Mala Vlaška. Neuspeh je bil za Ahmeda veliko razočaranje. Zaradi zanj neugodnih pogojev, ki jih je naložil sporazum, se je osmansko gospodarstvo soočilo s povečano inflacijo in z njo povezanimi težavami.
Ibrahim paša, ki je po peloponeški kampanji postal druga najvišja vodilna osebnost imperija,  je bil naslednje leto imenovan za finančnega ministra Niša. Na tem položaju je spoznal nazadovanje državnih financ zaradi vojne in se je kasneje na položaju velikega vezirja čim bolj izogibal vojni. Mirovna politika Ibrahim paše je ustrezala tudi Ahmedu, saj ni želel voditi nobenih vojn, poleg tega pa je zaradi zanimanja za umetnost in kulturo nerad zapuščal Istanbul.

### Značilnosti Ahmedove vladavine
Medtem ko so v Okmeydanıju potekala tekmovanja v streljanju z namenom povečanja morale vojakov in prebivalcev, so v Tersane-i Amirju splovili novo vojno ladjo. Ahmed je v  kratkem času preiskusil tri velike vezirje. Namesto Hasan paše je 24. septembra 1704 za vezirja imenoval Kalaylikoz Ahmed pašo, 25. decembra 1704 pa namesto njega Baltacı Mehmed pašo. Zelo ga je razveselil prihod veleposlanikov Irana in Avstrije leta 1706 oziroma 1707. Leta 1707 je bila odkrita zarota, ki jo je vodil Eyüplü Ali aga, da bi sultana odstavil s prestola. Zarotnikom so pred Bab-I-Humayunom prerezali vratove. 
Ahmed III. je zapustil cvetoče finance Osmanskega cesarstva, kar je dosegel brez pretiranega obdavčevanja ali izsiljevanja. Bil je kultiviran pokrovitelj književnosti in umetnosti. Med njegovim vladanjem je bila v Istanbulu ustanovljena prva tiskarna, ki je tiskala v arabskem in turškem jeziku, upravljal pa jo je Ibrahim Muteferrika. Tiskarna, ustanovljena v Istanbulu leta 1480, je vsa dela, objavljena pred letom 1729, tiskala v grščini, armenščini ali hebrejščini. 
Med njegovim vladanjem je bila uvedena pomembna sprememba v vladanju donavskih kneževin. Pred tem je Porta za upravljanje teh provinc imenovala hospodarje, običajno domače moldavske in vlaške bojarje. Po ruski kampanji leta 1711, med katero je Peter Veliki našel zaveznika v moldavskem knezu Dimitriju Cantemirju, je začela Porta v Moldaviji na ta mesta odkrito nameščati fanariotske Grke.  Potem ko se je vlaški knez Štefan Kantakuzin povezal z Evgenom Savojskim, je sistem razširila tudi na Vlaško. Fanarioti so bili nekakšno krščansko plemstvo, ki je Porto oskrbovalo s funkcionarji za številne pomembne segmente države. 

### Odnosi z Mogulskim cesarstvom

#### Džahandar šah
Leta 1712 je mogulski cesar Džahandar šah poslal osmanskemu sultanu Ahmedu III. darila in se označil za zvestega oboževalca osmanskega sultana.

#### Faruksijar
Znano je, da je mogulski cesar Faruksijar poslal Osmanom pismo, ki ga je tokrat prejel veliki vezir Nevşehirli Damad Ibrahim paša. V pismu je nazoren opis prizadevanj mogulskega poveljnika Sajeda Hasana Alija Kana Barhe, da bi zatrl upor v Radžputu in upor Maratov.

### Odstavitev
Sultan Ahmed III. je postal nepriljubljen zaradi pretirane pompoznosti in razkošja, ki so si ga privoščili on in njegovi glavni funkcionarji. 20. septembra 1730 se je uprlo sedemnajst janičarjev pod vodstvom Albanca Patrone Halila. Upornikom so pomagali tako državljani kot vojska, dokler ni prerasel v tako obsežen upor, da se je moral sultan odpovedati prestolu. 
Oblast je prostovoljno predal svojemu nečaku Mahmudu I. in se umaknil v kafes, kjer je bil pred tem Mahmud. Po šestih letih zapora v palači Topkapı je umrl.

## Gradnje
Ahmed III. je zgradil  več vodometov in park slapov in tri knjižnice, eno od njih v palači Topkapı. Bil je mojster  pisanja na kamnite plošče. Ohranilo se je nekaj njegovih  plošč in napisov, med njimi "Basmala" na vratih stanovanja v palači Topkapi in nekaj plošč v Novi mošeji v Üsküdarju.
Knjižnico v palači Topkapi je zgradil v letih 1724–1725 desno od verande pred grobnico. Zgradba, ima izmenično kamnito-opečne mrežaste zidove, kvadratno obliko in je pokrita s sploščeno osmerokotno kupolo. V njej se hranijo izvirni rokopisi.

### Katastrofe
Leta 1714 je blizu pomola Gümrük (Eminönü) zagorel in pogorel egiptovski galeon,  pri čemer je umrlo dvesto ljudi.
Leta 1718 je v Istanbulu izbruhnil požar. V požaru so poorele mestne četrti  Unkapanı, Azapkapı, Zeyrek, Fatih, Saraçhane, Horhor, Etmeydanı, Molla Gürani, Altımermer, vrata Ayazma, Kantarcılar, Vefa, Vez Neciler, Stare sobe, vojašnica Acemioğlanlar, Çukur Çeşme, Langa in Davudpaşa.
14. maja 1719 je Turčijo stresel tri minute dolg močan potres. V Istanbulu je bilo porušeno samo mestno obzidje, medtem ko je v Izmitu umrlo 4000 ljudi, Yalova pa je bila povsem uničena.  

## Družina
Ahmed III. je znan kot sultan z največjo družino Osmanske dinastije. Gospodarica njegovega harema je bila Dilhayat Kalfa, znana kot ena največjih turških skladateljic zgodnjega novega veka.

### Žene
Amed III. Je imel najmanj enaindvajset žena: 
- Emetullah Kadın je bila  Baş Kadin (prva žena) in mati Ahmedove prvorojenke in najljubše hčerke Fatme Sultan. Emetullah je bila Ahmedova najbolj ljubljena žena. Posvetil ji je mošejo, šolo in fontano. Umrla je leta 1740 v Stari palači.
- Mihrişah Emine Kadın je bila mati štirih sinov. Med njimi je bil tudi Mustafa III., 26. Sultan Osmanskega cesarstva. Zaradi prezgodnje smrti ni bila nikoli  Valide sultan (nekakšna kraljica mati). Umla je aprila 1732. Sin je njej v čast zgtradil mošejo Ayazma Mosque v Üsküdarju.
- Rabija Şermi Kadın je bila mati Abdulhamida I., 27. sultana Osmanskega cesarstva. Zaradi prezgodnje smrti tudi ona ni bila Valide Sultan. In 1728 je bil njej posvečena fontaa v Üsküdarju. Umrla je leta 1732. Sin je njej v čast zgradil Bejlerbegovo mošejo.
- Ayşe Mihri Behri Kadın. Preden je postala sultanova žena je bila zakladničarka harema.
- Hatem Kadın je bila mati dvojčkov. Umrla je leta 1772 in bila pokopana na pokopališču Eyüp cemetery.
- Musli Emine Kadın, imenovana tudi  Muslıhe Kadın, Muslu Kadin ali Musalli Kadın. Bila je mati dveh hčera. Umrla je leta 1750 in bila pokopana v Novi džamiji, tako kot njeni hčerki.
- Rukiye Kadın je bila mati hčerke in sina. Zgradila je fontano v bližini Nove džamije, v kateri je bila po smrti leta 1738 pokopana.
- Fatma Hümaşah Kadın. Umrla je leta 1732 in bila pokopana v Novi džamiji.
- Gülneş Kadın ali Gülnuş KadınSje omenjana na seznamu žena, ki so bile po Ahmedovi odstavitvi izgnane Staro palačo. Njihov nakit je bil zasežen. Umrla je po letu 1730.
- Hürrem Kadın. Tudi ona je na seznamu izgnanih žena. Umrla je po letu 1730.
- Meyli Kadın. Tudi ona je na seznamu izgnanih žena, Umrla je po letu leta 1730.
- Hatice Kadın. Umrla je leta 1722 in bila pokopana v Novi džamiji.
- Nazife Kadın. Tudi ona je na seznamu izgnanih žena. Umrla je po letu 1730, morda 29. decembra 1764.
- Nejat Kadın. Tudi ona je na seznamu izgnanih žena. Umrla je po letu 1730.
- Sadık Kadın. Tudi ona je na seznamu izgnanih žena, Umrla je po letu leta 1730.
- Hüsnüşah Kadın. Umrla je leta 1733 in bila pokopana v Novi džamiji.
- Şahin Kadın. Umrla je leta 1732 in bila pokopana v Novi džamiji.
- Ümmügülsüm Kadın. Umrla je leta 1768 in bila pokopana v Novi džamiji.
- Zeyneb Kadın je bila mati hčerke. Umrla je leta 1757 in bila pokopana v Novi džamiji.
- Hanife Kadın je bila mati hčerke.  Umrla je leta 1750 in bila pokopana v Novi džamiji.
- Şayeste Hanim. BaşIkbal. Umrla je leta 1722 in bila pokopana v Novi džamiji.

### Sinovi
Ahmed III. je oml najmanj enaindvajset sinov. Vsi, razen dveh, ki sta postala sultana, so pokopani v Novi džamiji (Yeni Cami) v Istanbulu:
- Şehzade Mehmed (24. november 1705 - 30. julij 1706).
- Şehzade Isa (23. februar 1706 - 14. maj 1706).
- Şehzade Ali (18. junij 1706 - 12. september 1706).
- Şehzade Selim (29. avgust 1706 - 15. april 1708).
- Şehzade Murat (17. november 1707 - 1707).
- Şehzade Murat (25. januar 1708 - 1. april 1708).
- Şehzade Abdulmedžid (12. december 1709 - 18. marec 1710). Dvojček Şehzade Abdülmeleka.
- Şehzade Abdulmelek (12. december 1709 - 7. marec 1711). Dvojček  Şehzade Abdülmecida.
- Şehzade Sulejman (25. avgust 1710 - 11. oktober 1732) - z Mihrişah Kadin. Umrl je v kafesu po dveh letih zapora.
- Şehzade Mehmed (8. oktober 1712 - 15. julij 1713).
- Şehzade Selim (21. marec 1715 - februar 1718) - z Hatem Kadın. Dvojček Salihe Sultan.
- Şehzade Mehmed (2. januar 1717 - 2. januar 1756) - z Rukiye Kadın. Umrl v kafesu po šestindvajset letih zapora.
- Mustafa III. (28. januar 1717 - 21. januar 1774) - z Mihrişah Kadin. 26. osmanski sultan po sedemindvajset letih zapora v kafesu.
- Şehzade Bajazid (4. oktober 1718 - 24. januar 1771) - z Mihrişah Kadin. Umrl  v kafesu po enainštirideset letih zapora.
- Şehzade Abdulah (18. december 1719 - 19. december 1719).
- Şehzade Ibrahim (12. september 1720 - 16. marec 1721).
- Şehzade Numan (22. februar 1723 - 29. december 1764). Umrl v kafesu po štiriintrideset letih zapora.
- Abdul Hamid I. (20. marec 1725 - 7. april 1789) - z Rabijo  Şermi Kadın. 27. osmanski sultan po štiriinštirideset letih zapora v kafesu.
- Şehzade Sejfedin (3. februar 1728 - 1732) - z Mihrişah Kadin. Umrl v kafesu po dveh letih zapora.
- Şehzade Mahmud (? - 22. december 1756). Umrl v kafesu po šestindvajset letih zapora.
- Şehzade Hasan (? - ?). Verjetno umrl v kafesu.

### Hčerke
Ahmed III. je imel najmanj šestintrideset hčera:
- Fatma Sultan (22. september 1704 - maj 1733) - z Emetullah Kadın. Bila je najljubša Ahmedova hčerka. Bila je dvakrat poročena in imela dva sinova in dve hčerki.

Ona in njen drugi mož sta bila realna vladarja v obdobju tulipanov. Po uporu Patrone Halila je padla v nemilost in bila priprta v palači  Çırağan, kjer je tri leta kasneje umrla.
where she died three years later.
- Hatice Sultan (21. januar 1701 - 29. avgust 1707). Pokopana v mavzoleju Turhan Sultan v Novi mošeji v Istanbulu.
- Ayşe Sultan (? - 1706). Pokopana v Novi mošeji.
- Mihrimah Sultan (17. junij 1706 - ?). Umrla v otroštvu in bila pokopana v Novi mošeji.
- Rukiye Sultan (3. marec 1707 - 29. avgust 1707). Pokopana v Novi mošeji.
- Ümmügülsüm Sultan (11. februar 1708 - 28. november 1732). Dvojčica Zeynep Sultan. Imela je štiri sinove in hčerko.
- Zeynep Sultan (11. februar 1708 - 5. november 1708). Dvojčica Ümmügülsüm Sultan. Pokopana v Novi mošeji.
- Zeynep Sultan (5. januar 1710 - julij 1710). Pokopana v Novi mošeji.
- Hatice Sultan (8. februar 1710 - 1710, pred septembrom). Pokopana v mavzoleju Turhan Sultan v Novi mošeji.
- Hatice Sultan (27. september 1710 - 1738) - z Rukiye Kadın. Bila je dvakrat poročena in imela sina.
- Emine Sultan (1711 - 1720). Pokopana v Novi mošeji.
- Atike Sultan (29. februar 1712 - 2. april 1737). Bila je enkrat poročena in imela sina.
- Rukije Sultan (7. marec 1713 - oktober 1715). Pokopana v mavzoleju Turhan Sultan v Novi mošeji.
- Saliha Sultan (21. marec 1715 - 11. oktober 1778) - s Hatem Kadın. Dvojčica Şehzade Selima. Bila je petkrat poročena in imela sina in štiri hčerke.
- Ayşe Sultan (10. oktober 1715 - 9. julij 1775) - z Musli Kadın. Klicali so jo Küçük (mlajša) Ayşe, da bi jo razlikovali od hčerke Mustafe II. z enakim imenom. Bila je trikrat poročena in imela hčerko.
- Ferdane Sultan (? - 1718). Umrla v otroštvu in bila pokopana v Novi mošeji.
- Rejhane Sultan (1718 - 1729). imenovana tudi Rejhan Sultan ali Rihane Sultan.  Pokopana v Novi mošeji.
- Ümmüseleme Sultan (? - 1719) ali Ümmüselma Sultan. Umrla v otroštvu in bila pokopana v Novi mošeji.
- Rabia Sultan (19. november 1719 - pred 1727). Pokopana v Novi mošeji.
- Emetulah Sultan (1719 - 1724) ali Ümmetullah Sultan. Pokopana v Novi mošeji.
- Zejnep Sultan (8. april 1720 - 25. marec 1774). Poročena dvakrat in imela sina.
- Rukije Sultan (? - 1720). Umrla v otroštvu in bila pokopana v Novi mošeji.
- Bejhan Sultan (? - 1720). Umrla v otroštvu in bila pokopana v Novi mošeji.
- Emetulah Sultan (17. september 1723 - 28. januar 1724). Pokopana v Novi mošeji.
- Emine Sultan (konec 1723/začetek 1724 - 1732). Pokopana v Novi mošeji.
- Nazife Sultan (maj 1723/1725 - pred 1730 ali 29. december 1764). Nikoli ni bila poročena, najverjetneje zaradi kronične bolezni ali mentalnih težav. Vse življenje je živela v osami v Stari palači (Eski Saray). Po mnenju drugih zgodovinarjev je umrla kot otrok, Nazife iz Stare palače pa je bila Nazife Kadin, ena od soprog Ahmeda III. z enakiom imenom.
- Ümmüselene Sultan (12. oktober 1724 - 5. december 1732). Pokopana v Novi mošeji.
- Naile Sultan (15. december 1725 - oktober 1727). Pokopana v Novi mošeji.
- Esma Sultan (14. marec 1726 - 13. avgust 1778) - s Hanife Kadın ali Zejneb Kadın. Imenovali so jo Büyük (starejša) Esma, da bi jo razlikovali od njene nečakinje, hčerke Abdulhamida I. Bila je trikrat poročena in imela hčerko.
- Sabiha Sultan (19. december 1726 - 17. december 1726). Pokopana v Novi mošeji.
- Rebia Sultan (28. oktober 1727 - 4. april 1728), imenovana tudi Rabia Sultan. Pokopana v Novi mošeji.
- Zübejde Sultan (28. marec 1728 - 4. junij 1756) - z Musli Kadın. Bila je dvakrat poročena.
- Ümmi Sultan (? - 1729) ali Ümmügülsüm Sultan. Pokopana v Novi mošeji.
- Ümmühabibe Sultan (? - 1730). Pokopana v Novi mošeji.
- Akile Sultan (? - 1737). Pokopana v Novi mošeji.
- Ümmi Sultan (1730 - 1742) ali Ümmügülsüm Sultan. Pokopana v Novi mošeji.

## Smrt
Po odstavitvi je Ahmed živel tri leta v kafesu palače Topkapi, kjer je 1. julija 1736 umrl. Pokopan je bil v mavzoleju svoje stare matere Turhan Sultan v Novi mošeji v Istanbulu.

## V fikciji
V Voltairovem Kandidu istoimenski glavni lik sreča odstavljenega Ahmeda III. na ladji na plovbi iz Benetk v Carigrad. Sultan je v družbi petih drugih odstavljenih evropskih monarhov in reče Kandidu, ki sprva dvomi v njegovo verodostojnost: 
"Ne hecam se, ime mi je Ahmed III. Več let sem bil sultan. Brata sem zrinil s prestola, moj nečak je mene vrgel s prestola, odsekali so glave mojim vezirjem. Dneve končujem v starem seraju. Moj nečak, sultan Mahmud, mi včasih dovoli potovanje zaradi mojega zdravja in prišel sem doživet karneval v Benetkah."
Dogodek je prevzel sodobni turški pisatelj Nedim Gürsel kot prizorišče svojega romana Le voyage de Candide à Istanbul (Candidovo potovanje po Istanbulu) iz leta 2001. 
Pravzaprav ni nobenih dokazov, da bi bilo odstavljenemu sultanu dovoljeno takšno potovanje v tujino, niti Voltaire (ali Gürsel) ni trdil, da ima dogodek dejansko zgodovinsko podlago. 